# 梅克舍姆
梅克舍姆（Melksham）是英國英格蘭的城鎮，位於威爾特郡，巴斯以東10英里（16），奇彭勒姆以南6 mi（10 km）。

## 外部連結
- 维基导游上有關梅克舍姆的旅行指南
- Melksham Town Council （页面存档备份，存于）
- 中的“梅克舍姆”
- . Wiltshire Community History. Wiltshire Council.   [10 March 2015]. （原始内容存档于2016-05-27）.